# Jivina, Beroun
Jivina là một làng thuộc huyện Beroun, vùng Středočeský, Cộng hòa Séc.